# یولیا واسچنکو
یولیا واسچنکو (انگلیسی: Yulia Vaschenko؛ زادهٔ ۳۱ ژانویهٔ ۱۹۷۸) بازیکن فوتبال اهل اوکراین است.
از باشگاه‌هایی که در آن بازی کرده‌است می‌توان به Naftokhimik Kalush اشاره کرد.
وی همچنین در تیم ملی فوتبال زنان اوکراین بازی کرده‌است.